# Mästerkatten i stövlar (film 1969)
För andra betydelser, se Mästerkatten.
Mästerkatten i stövlar (japanska: 長靴をはいた猫, Nagagutsu o haita neko), är en animerad film av den japanske regissören Kimio Yabuki och skapad av produktionsbolaget  Tōei Dōga. Filmen bygger på berättelsen av Charles Perrault med samma namn. Filmens huvudperson blev sedermera maskot för studion, och flera senare framgångsrika animatörer arbetade med filmen, inklusive Hayao Miyazaki.
Filmen hade biopremiär i Japan den 18 mars 1969, och i Sverige den 3 november 1973. Filmens längd är 82 minuter.

## Handling
Filmen handlar om den mobbade pojken Pierre (Peter i den svenska dubben) som blir hjälpt av en modig katt i stövlar vid namn Pero. Katten har i filmens början blivit förvisad från katternas rike på grund av sin vänskap med möss.
Senare i filmen hjälper katten pojken att besegra en elak jätte vid namn Lucifer, med mål att vinna en prinsessas hjärta. Samtidigt jagas katten av tre av kattrikets hantlangare, vilka gör sitt bästa att sätta stopp för mästerkatten.

### Rollfigurer
Nedan listas de olika rollfigurerna i filmen, tillsammans med röstskådespelarna:
- Mästerkatten (Pero) – Susumu Ishikawa (japanska) • Bert-Åke Varg (svenska)
- jättekungen Lucifer – Asao Koike • John Harryson
- musfar/kungen/Lennart/slottsvakten/en bonde – Lars Lennartsson
- prinsessan Rosa – Rumi Sakakibara • Marianne Wäyrynen
- Peter (Pierre) – Toshiko Fujita • Stig-Erik Öström
- Daniel/katt A "Ögat"/ceremonimästaren/en bonde – Gunnar Ernblad
- "Lillmusen" – Kjell Pettersson
- katt B/en mansröst på torget/en bonde – Carl-Adolf Öström
- katt C "Lillkatten"/en bondkvinna – Pär Lorén
- musunge B – Mats Berggren
- musunge C – Torbjörn Fröjd
- musunge D – Ralph Nyqvist
- en yngre hovdam/prinsessan Rosas sångröst – Anette Stridh

## Produktion och mottagande
Filmen var Toeis första stora animerade produktion efter 1968 års ambitiösa men konfliktdrabbade Taiyō no ōji – Hols no daibōken. Även på denna produktion medverkade den unge lovande nyckelanimatören Hayao Miyazaki. Miyazaki tecknade även en manga-version av historien, publicerad i dagstidningen Chunichi Shimbuns söndagsupplaga..
Mästerkatten i stövlar blev framgångsrik och rosad som en välgjord animekomedi Den fick pris som "Mest underhållande film" på barnfilmssektionen av Moskvas filmfestival. Filmens titelfigur kom att anammas som hela Toeis maskot.
Senare producerades även två uppföljare (utan medverkan av Miyazaki). Nagagutsu sanjūshi från 1972 utspelar sig i vilda västern (och hämtade inspiration från de tre musketörerna). I 1976 års Nagagutsu o haita neko: Hachijū nichi-kan sekaiisshū (Mästerkatten i stövlar – Jorden runt på 80 dagar) är katten på en än större utflykt i geografin.
Filmens sista tjugo minuter – en vild jakt kring Lucifers slotts tinnar och torn – formgavs av Hayao Miyazaki. Detta räknas som prototyp för Hayao Miyazakis liknande jaktscener i den av Miyazaki regisserade filmen Slottet i Cagliostro tio år senare.